# جان شاندلير سميث
جان شاندلير سميث (بالإنجليزية: Jean Chandler Smith)‏ هي أمينة مكتبة أمريكية، ولدت في 1918، وتوفيت في 1999.